# Греблі Габчиково — Надьмарош
47°52′48″ пн. ш. 17°32′21″ сх. д. / 47.88° пн. ш. 17.53916667° сх. д.
Греблі Габчиково — Надьмарош — масштабний проєкт гребель на Дунаї, узгоджений Будапештським договором від 16 вересня 1977 року між Чехословацькою Соціалістичною Республікою і Угорською Народною Республікою. Проєкт спрямовано на відвернення катастрофічних повеней, поліпшення судноплавства по річках і виробництво екологічно чистої електроенергії.
Була завершена лише частина проєкту в Словаччині під назвою Гребля Габчиково, Угорщина спочатку припинила, а потім намагалася припинити проєкт внаслідок екологічних та економічних проблем. Словаччина приступила до альтернативного рішення, названого «Варіант З», яке передбачало зміну русла Дунаю, прикордонної річки. Це викликало міжнародний спір між Словаччиною і Угорщиною. Обидві сторони звернулися в Міжнародний суд ООН.

## Будапештський договір
Спільний угорсько-чехословацький проєкт був узгоджений 16 вересня 1977 року в рамках Будапештського договору. Договір передбачав транскордонну систему гребель між містами Габчиково, Чехословацька Соціалістична Республіка (нині Словацька Республіка) і Надьмарош, Угорська Народна Республіка (нині Угорщина). Греблі мали усунути регулярні повені (такі як катастрофічні повені 1954 і 1965 років) і забезпечити екологічно чисте джерело електроенергії. Вони також мали забезпечити можливість судноплавства по річці протягом року і стати частиною системи внутрішнього судноплавства по каналу Рейн-Майн-Дунай.
План полягав у тому, щоб перенаправити частину стоку річки через штучний канал у Дунакіліті (село в Угорщині) до гідроелектростанції біля Габчиково (вісім турбін, 720 МВт). Канал мав повернути воду в поглиблене початкове русло річки, а в Надьмароші передбачалося побудувати меншу греблю і електростанцію (158 МВт). Станція в Габчиково мала стати піковою електростанцією, а гребля в Надьмарош, приблизно за 100 км нижче за течією, мала обмежувати коливання рівня води.
Оскільки більшу частину будівництва планувалося здійснити на території Словаччини, уряд Угорщини був зобов'язаний взяти участь у деяких будівельних роботах у Словаччині, щоб забезпечити рівні інвестиції обох держав. Вироблена електроенергія мала ділитися порівну між двома країнами.
Важливим положенням договору була стаття 15.1, в якій значилося: «Договірні сторони забезпечують за допомогою засобів, зазначених у спільному контрактному плані, що якість води в Дунаї не погіршується в результаті будівництва та експлуатації системи шлюзів».

## Призупинення проєкту

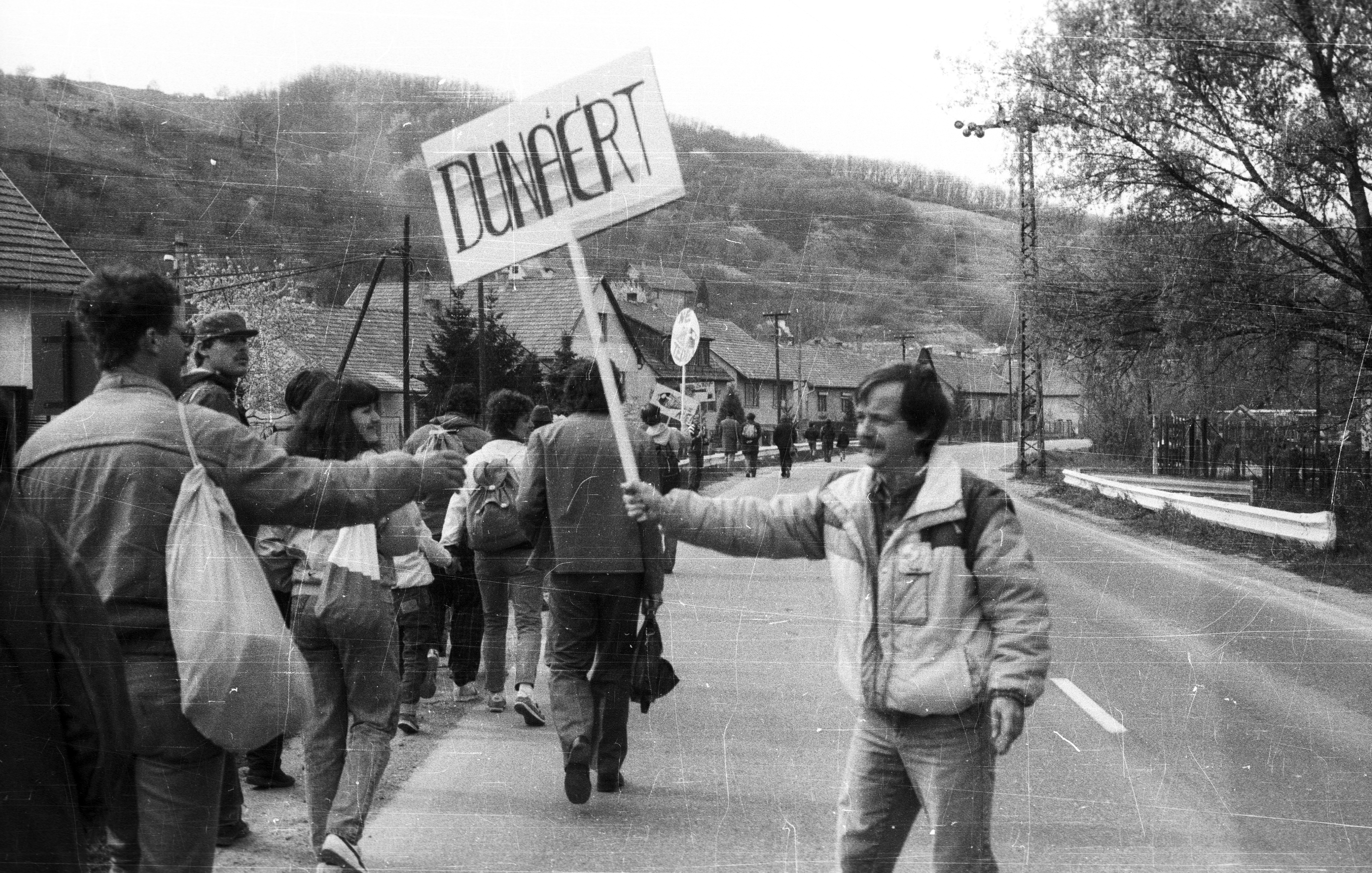
Протести проти проєкту в Угорщині

У 1981 році обидві країни погодилися уповільнити темпи реалізації проєкту внаслідок економічних проблем. У 1984 році в Угорщині заснували рух, що виступав проти греблі, «Дунайське коло» (угор. Duna Kör), який згодом удостоєно премії «За правильний спосіб життя» та Екологічної премії Гольдмана за захист Дунаю. Рух заперечував проти приховування від громадськості інформації про проєкт, нібито уряд хотів уникнути дебатів про вплив проєкту на довкілля. Біологи були стурбовані тим, що греблі можуть завдати шкоди природі Дунайської закруту і запасам підземних вод, від яких залежить більш як мільйон угорців, особливо в районі Будапешта. Після інтенсивної кампанії негативне ставлення до проєкту в Угорщині значно зросло як до символу старого режиму. У Словаччині будівництво греблі та гідроелектростанції тривало. Уряд Угорщини зрештою вирішив призупинити роботу до повної оцінки впливу проєкту на довкілля. Незабаром після цього словацька влада вирішила в односторонньому порядку перейти до альтернативного рішення під назвою «Варіант С». Йшлося фактично про перенесення русла Дунаю на словацьку територію з будівництвом повністю в межах словацьких кордонів. Це рішення значно скоротило кількість води, що надходить в Угорщину, і справило значний вплив на водопостачання та довкілля цієї країни. В результаті угорський уряд намагався припинити дію договору 1977 року.
Сім пропозицій, спочатку висунутих експертами з Чехословаччини 1992 року:
- Варіант A: Завершити початковий план 1977 року спільно з Угорщиною — побажання словацької сторони.
- Варіант B: Завершити тільки чехословацьку частину гідротехнічних споруд.
- Варіант С: Зменшити водосховище, побудувати гідротехнічні споруди тільки на території Словацької Республіки і відкласти будівництво в Надьмароші в Угорщині. Розділити водосховище на дві частини за допомогою греблі й замість греблі в Дунакіліті побудувати греблю в Чуново (Братислава). Цей варіант вважався тимчасовим, оскільки технічно можливо було побудувати греблю в Дунакіліті і затопити греблю в Чуново, щоб завершити проєкт відповідно до договору 1977 року.

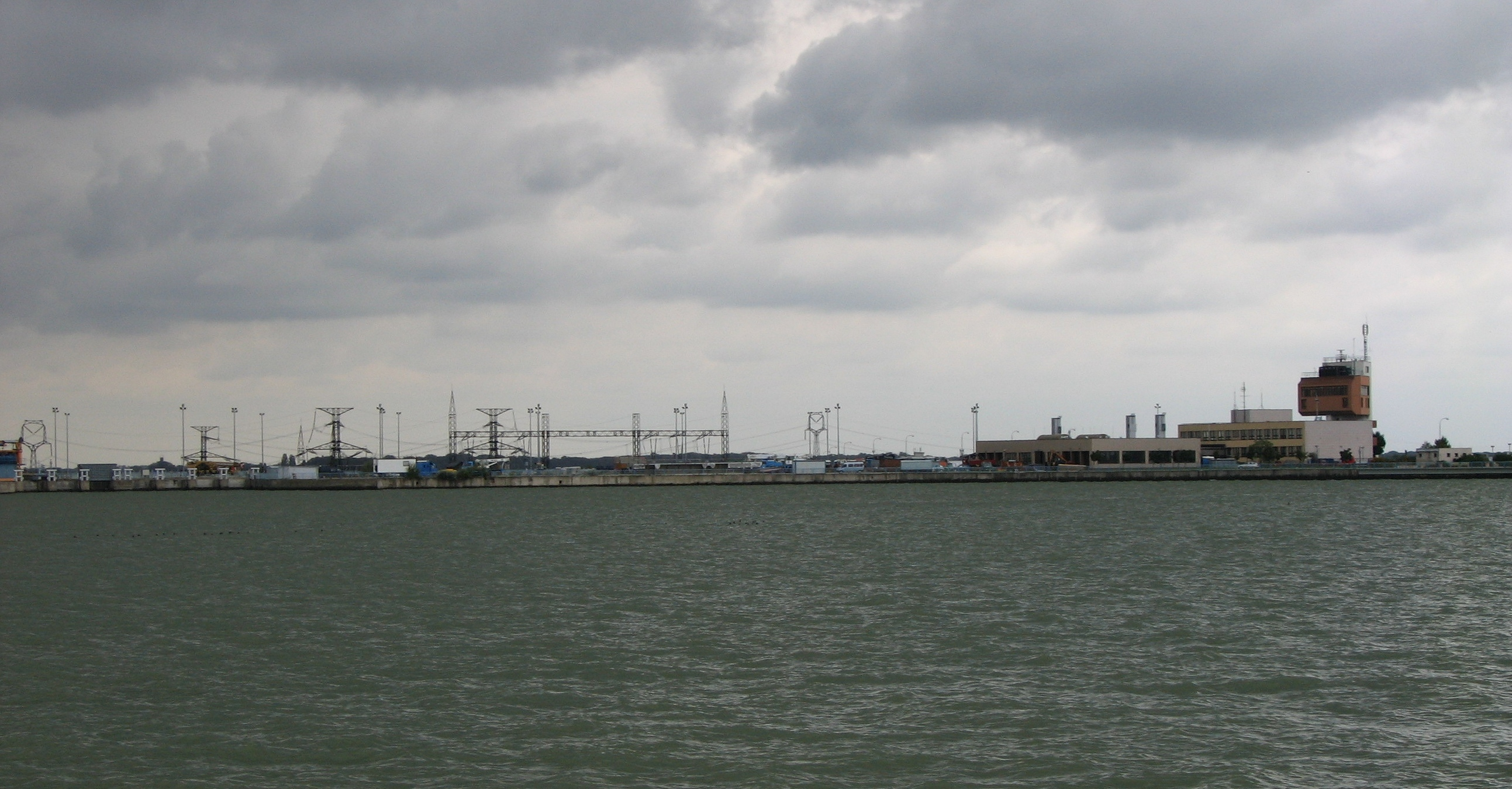
Вид на Греблю Габчиково з Дунаю

- Варіант D: Завершити тільки верхню частину дамби і закінчити греблю в Дунакіліті.
- Варіант E: Використовувати гідротехнічні споруди лише для запобігання повеней та забезпечення судноплавства.
- Варіант F: Припинити будівництво і зберегти споруду в її поточному стані.
- Варіант G: Демонтувати всі споруди і повернути річку в початковий стан побажання угорської сторони.

Врешті-решт було вирішено перейти на альтернативне рішення в меншому масштабі, Варіант C. Штучний канал був направлений в Чуново (район Братислави), а електростанція Габчиково працює в режимі руслової ГЕС без регулювання рівня води. Будівництво почалося в листопаді 1991 року. У жовтні 1992 року почався відвід частини води в канал, та Чуновське водосховище було заповнено; вторинні споруди (такі як електростанція) були закінчені і введені в експлуатацію в 1996 році.

## Частини гідротехнічних споруд

### Побудовані об'єкти

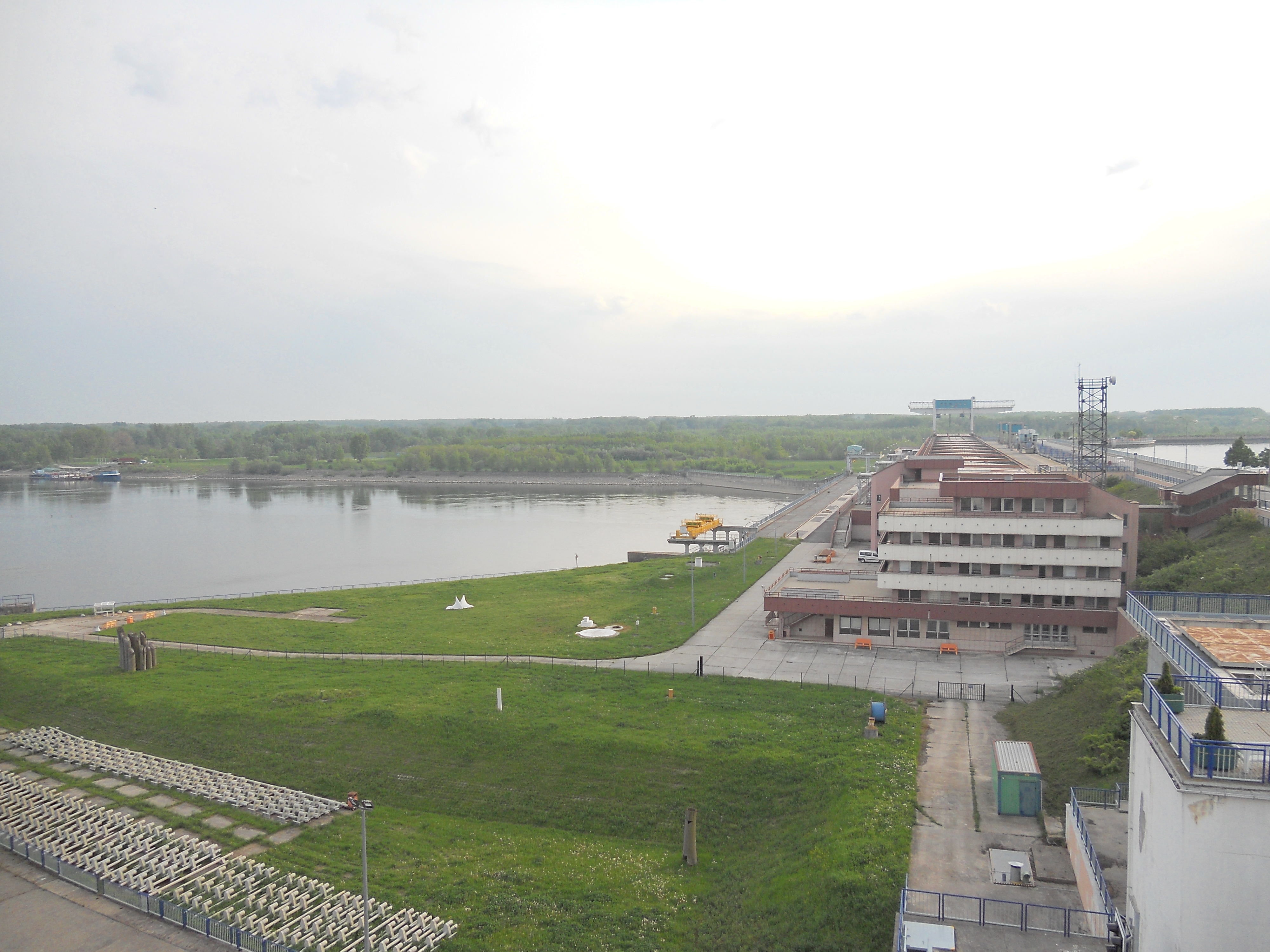
ГЕС на Дамбі Габчиково

- Канал постачання Чуновської греблі — доставляє воду з Братислави приблизно за 10 км до Чуново.
- Чуновська гребля — це перший рівень гідротехнічних споруд, що виробляє 24 МВт електроенергії, є додаткова менша електростанція потужністю 1 МВт. Комплекс включає в себе також Центр водних видів спорту Чуново, місце проведення чемпіонатів з водного слалому та рафтингу.
- Грушовське водосховище — замінило спільне словацько-угорське Дунакілітінське водосховище. Накопичує воду для головної електростанції в Габчиково, а також регулює рівень води. Має 16 км у довжину і від 1 до 4 км в ширину. Його місткість становить 196 млн м³. В рамках коригування Варіанту З водосховище було зменшено в розмірах і відділене від території Угорщини насипом завдовжки 10,5 км
- Гребля Габчиково — є основною частиною гідротехнічних споруд. Вона складається з двох основних конструкцій: гідроелектростанції і двох шлюзових камер. Цей рівень гідротехнічних споруд був спроєктований так, щоб використовувати зміну рівня води для виробництва електроенергії, щоб судна могли безпечно проходити через шлюзи і щоб відводити паводкові води. Камери розміщено на лівому березі Дунаю, а різниця в рівні води становить близько 20 метрів. Електростанція на правому березі річки була розрахована на вироблення 2650 ГВтг в рік. Через комплекс проходить автодорожній міст завширшки 10 м. Робота електростанції повністю автоматизована. У 2012 році, після 20 років служби, через шлюзи пройшло 300 тис. суден, які перевезли 5 млн пасажирів[8].
- Вихідний канал — виводить воду назад до старого русла ріки, а також допомагає проти повеней. Канал має ширину 185 м в нижній частині і 8,2 км в довжину, входить в Дунай в селі Сап.

### Надьмарош
Гідротехнічні споруди на Дунаї були спроєктовані таким чином, щоб частина комплексу містилася в Надьмароші, а саме водосховище завдовжки 95 км і електростанція Надьмарош. Цей комплекс мав лежати між угорськими містами Вишеград і Надьмарош, і його метою було використання ухилу водосховища для виробництва електроенергії, а також для пропуску суден. Споруди в Габчиково спроєктували для контролю рівня води і роботи пікової електростанції, а в Надьмароші мав працювати зрівняльний резервуар, яким передбачалося забезпечити найкращі умови для судноплавства і регулювати піковий відтік з Габчиково. Оскільки роботи в Надьмароші не були завершені, Габчиковска електростанція не може працювати з максимальною ефективністю, що завдає значного економічного збитку. Відсутність греблі в Надьмароші також є основною перешкодою для внутрішнього судноплавства в Дунайському загальноєвропейському коридорі (довжиною 2400 км) внаслідок низького рівня води. Угорщина просить Словаччину врегулювати проблемну ділянку Дунаю, що мало бути зроблено побудовою греблі в Надьмароші. Також завдає збитків відсутність модернізованого водного шляху річки Ваг у Словаччині.

## Судовий процес
Після того, як в 1993 році розпалася Чехословаччина, Словацька Республіка не відмовилася від проєкту. У 1989 році Угорщина призупинила реалізацію проєкту, коли учені обох держав висловили побоювання з приводу екологічних наслідків. Після того як у травні 1992 року Угорщина спробувала припинити дію договору 1977 року, обидві сторони (Угорщина та Словаччина) погодилися передати свій спір у Міжнародний суд ООН в Гаазі. Справа примітна тим, що вперше Суд ООН ухвалив рішення з екологічного спору. Слухання в цій справі проводилися в період з 3 березня по 15 квітня 1997 року, і Суд уперше у своїй історії здійснив візит на місце спору. Крім інших питань, угорські представники хотіли, щоб Суд вирішив, чи мала право Словаччина приводити до виконання Варіант C. Також представники Угорщини хотіли, щоб договір 1977 року був визнаний необов'язковим для Словаччини і Угорщини.
Суд ухвалив рішення у 1997 році. Суд встановив, що Угорщина порушила свої договірні зобов'язання практично за всіма пунктами. Він зобов'язав Угорщину завершити частину гідротехнічних споруд у Надьмароші. За рішенням Суду Чехословаччина, а потім і Словаччина мали право на створення альтернативного обхідного шляху після того, як Угорщина припинила свою роботу, але Словаччина допустила одне порушення — їй не слід було починати використовувати альтернативне тимчасове рішення (Варіант C) до закінчення судового процесу. Суд закликав обидві держави сумлінно вести переговори, щоб забезпечити досягнення цілей Будапештського договору 1977 року, який, згідно з рішенням Суду, все ще діє з урахуванням фактичної ситуації, що склалася після 1989 року. Кожна сторона повинна відшкодувати іншій стороні збитки, заподіяний її діями.
Результатом чотиримісячних переговорів між Словаччиною і Угорщиною стало укладення договору між двома країнами щодо рішення Суду ООН. У березні 1998 року уряд Словаччини схвалив цей договір, але уряд Угорщини, який мав був побудувати гідротехнічні споруди в Надьмароші або Пілісмарот, відклав затвердження договору і оголосив конкурс на проєкт. Після виборів в Угорщині новий уряд скасував цей конкурс. У 1998 році після двох звернень до Угорщини уряд Словаччини звернулася в Міжнародний суд з вимогою зобов'язати Угорщину побудувати греблю в Надьмароші.
Відповідно до листа представника Словаччини від 30 червня 2017 року уряд Словаччини звернувся з проханням до Міжнародного суду "офіційно зафіксувати припинення провадження у справі [порушено шляхом клопотання про додаткове рішення по справі] і […] забезпечити виключення справи зі Списку. У листі від 12 липня 2017 року представник Угорщини заявив, що його уряд «не заперечує проти припинення розгляду, порушеного за клопотанням Словаччини від 3 вересня 1998 року про винесення додаткового рішення».

## Технічні характеристики

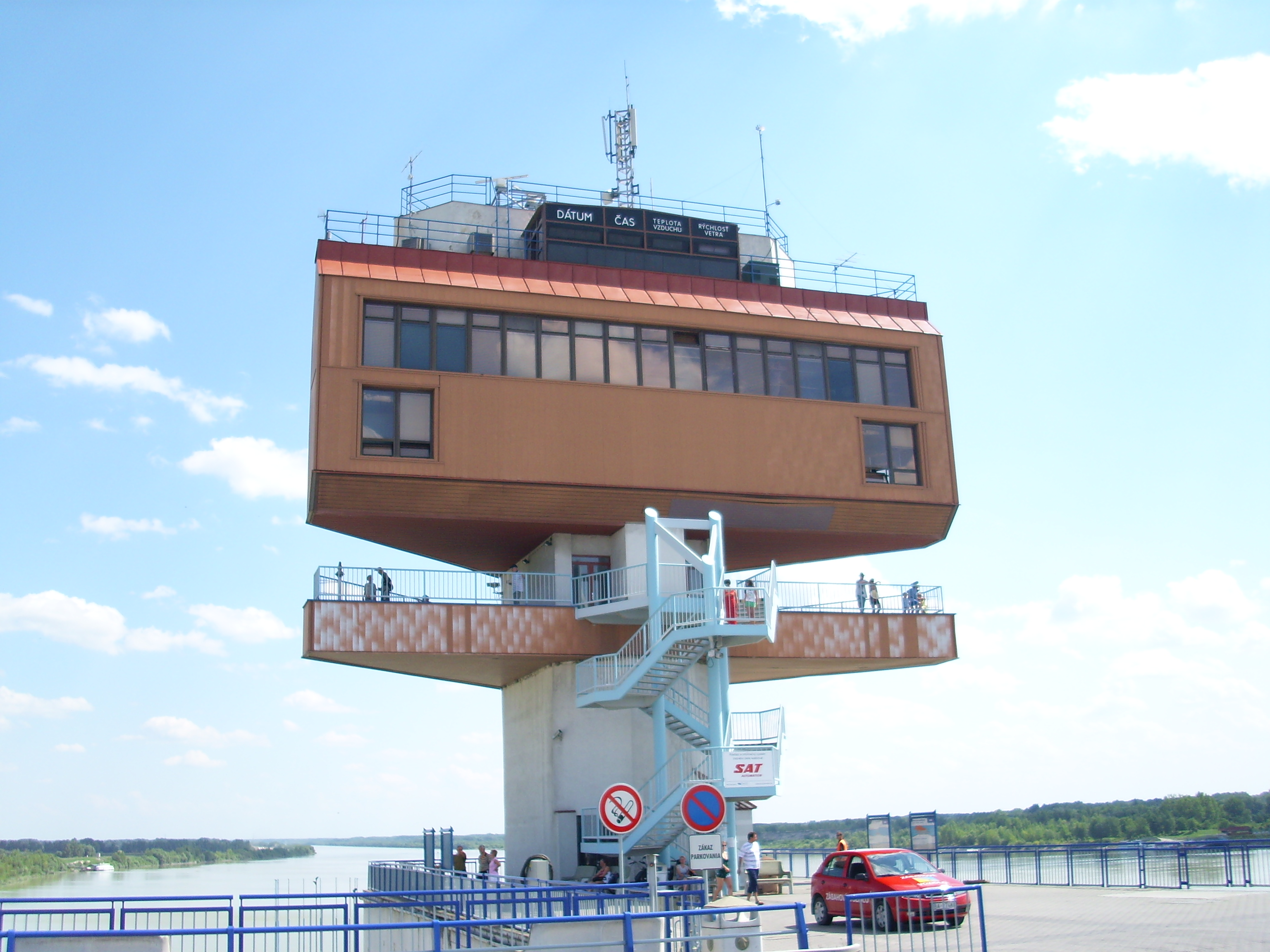
Спостережна вежа Греблі Габчиково

- Площа Чуновського водосховища становить 40 км², виключно на словацькій стороні (первісне Грушовсько-Дунакілітінське водосховище мало бути площею 60 км²). Робочий рівень води становить 131,1 м над рівнем моря (мінімальний і максимальний рівні становлять 129 і 131,5 м відповідно).
- Електростанція має вісім вертикальних поворотно-лопатевих турбін з ротором діаметром 9,3 м і максимальною потужністю 90 МВт кожна. Загальна потужність становить 720 МВт при робочій витраті води 4000 м³/с. Перепад рівня води становить 24 і 12,88 м.
- Початкове русло річки має витрату води від 250 до 600 м³/с.
- Були побудовані два навігаційних шлюзи. Обвідний канал повинен запобігти повені.
- У 1996 році на одному з річкових островів на початку обхідного каналу побудували найбільший у Європі канал веслувального слалому — Центр водних видів спорту Чуново. При роботі з максимальною продуктивністю він відводить 22 м³/с в обхідний канал.
- Габчиковска ГЕС виробляє 2600 ГВт⋅год електроенергії на рік, що робить її найбільшою гідроелектростанцією в Словаччині. Вона забезпечує близько 8 % споживання електроенергії в країні.

## Екологічні наслідки

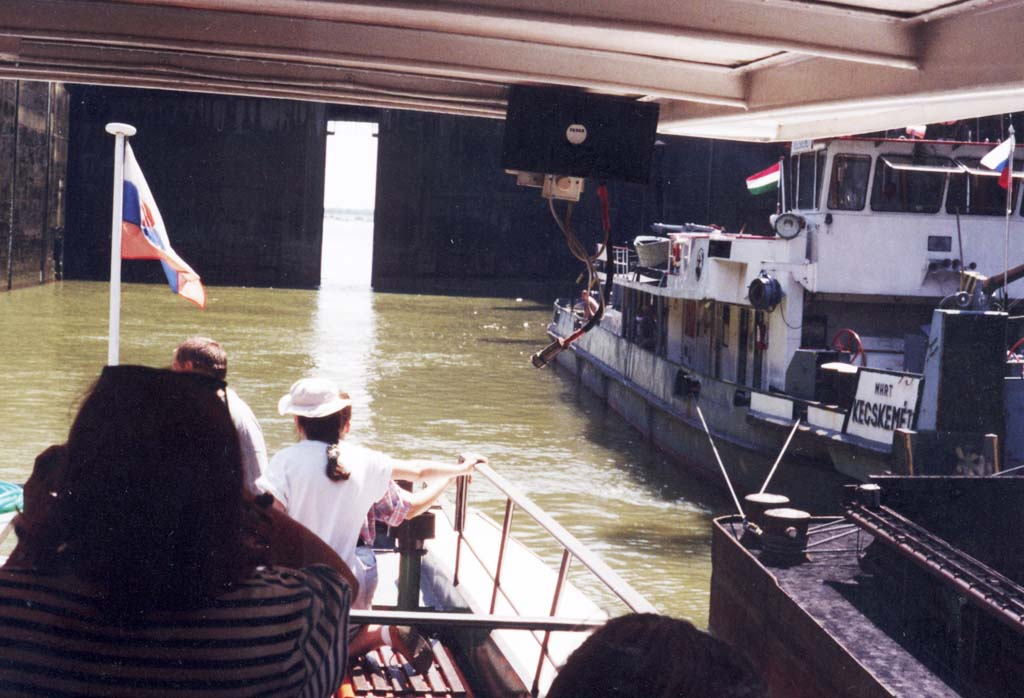
Шлюзи

У 1996—2002 роках троє вчених: К. Голубова, З. Капекова і Ж. Шолгай — провели дослідження екологічних наслідків будівництва греблі. Результати були такі: інтенсивна деградація русла річки Дунай вниз за течією (особливо в руслі річки Старий Дунай), зумовлена відсутністю гідротехнічних споруд в Надьмароші; зниження рівня води; збільшення кількості відкладень; збільшення кількості донних наносів і більш висока інтенсивність руху донних наносів; зменшення потужності паводків; зниження стабільності каналу.
Щорічні спільні дослідження словацько-угорських урядів підтверджують: стабілізацію рівня підземних вод, локальне поліпшення якості підземних вод; стабілізацію старого русла Дунаю; поліпшення умов життя водної та лісової фауни в районах уздовж старого Дунаю.
Відмінності між дослідженням 2002 року і новішими роботами можуть бути пов'язані з охопленням досліджуваної території. У 1996—2002 роках провели дослідження на ділянці від Відня до кінця словацько-угорського Дунаю. Урядові дослідження націлені тільки на Габчиковске водосховище та його навколишні райони.
Рівень ґрунтових вод залежить від великих паводків, таких як в 2002 році, внаслідок яких мул вимився з дна річки й дав змогу збільшити фільтрацію. Після цього рівень ґрунтових вод у багатьох місцях досяг рівня до заповнення водосховища, а в деяких місцях досяг ще більш високого рівня. Гребля поліпшила якість ґрунтових вод у Русовці і Чуново, які лежать на правому боці Дунаю. Це пов'язано зі зміною умов інфільтрації і зміною напрямку потоку ґрунтових вод (був з північного заходу на південний схід, став з півночі на південь). На якість ґрунтових вод у джерелах водопостачання, розташованих на лівому боці Дунаю, вплив не виявився настільки значним, як на правій стороні.
Однією з виявлених проблем є підвищена седиментація вгору за течією і ерозія русла річки вниз за течією від водосховища, що є типовою проблемою водосховищ.